# Gottfried Vosgerau
Gottfried Vosgerau (* 1978) ist ein deutscher Philosoph und Professor für Philosophie des Geistes und der Kognition an der Heinrich-Heine-Universität Düsseldorf. Seine Arbeitsgebiete sind insbesondere die Metaphysik, die philosophische Logik und die Philosophie der Psychologie.

## Werdegang
Gottfried Vosgerau studierte von 1998 bis 2003 Philosophie, Allgemeine Sprachwissenschaft und Kognitionswissenschaft in Freiburg im Breisgau und Bonn. Sein Promotionsstudium absolvierte er in Tübingen, New York, Paris und an der Ruhr-Universität Bochum, wo er 2007 mit der anschließend mehrfach ausgezeichneten Dissertation Mental representation and self-consciousness zum Doktor der Philosophie promoviert wurde. Nach einer Postdocstelle 2007 bis 2009 in Bochum bei Albert Newen trat er 2009 an der Heinrich-Heine-Universität Düsseldorf (HHU) eine Juniorprofessur an. 2013 lehnte er einen Ruf auf eine W2-Professur an die Technische Universität Dortmund ab. 2014 wurde er an der HHU zum W2-Professor für Philosophie des Geistes und der Kognition ernannt.

## Wirken
Vosgeraus Forschungsschwerpunkte sind nach eigenen Angaben die Philosophie des Geistes und der Kognition, die Metaphysik des Geistes, die Philosophie der Psychiatrie, die Sprachphilosophie und die Erkenntnistheorie.
Er ist einer der Gründer des Beratungsunternehmens Phronete – Privatinstitut für Philosophie und Wirtschaft.

## Auszeichnungen
- 2008: Dissertationspreis der Ruhr-Universität Bochum[4]
- 2008: Zweiter Preis beim Deutschen Studienpreis der Körber-Stiftung[4]
- 2009: 1. Dissertationspreis des Fördervereins des Kulturwissenschaftlichen Instituts Essen[4]
- 2009: Berufung in das Junge Kolleg der Nordrhein-Westfälischen Akademie der Wissenschaften und der Künste[4]
- 2010: DGPPN-Preis für Philosophie in der Psychiatrie (mit Martin Voss, Mediziner)[5]
- 2014: DGPPN-Preis für Philosophie in der Psychiatrie (mit Patrice Soom, Philosoph) für die Arbeit A Functionalist Approach to the Concept of „Delusion“[5]

## Schriften
Monographien
- Mental representation and self-consciousness. Dissertation. Universität Bochum 2007. Mentis, Paderborn 2009, ISBN 978-3-89785-627-1.
- mit Raphael van Riel: Aussagen- und Prädikatenlogik. Metzler, Stuttgart 2018, ISBN 978-3-476-04564-5.
- mit Nicolas Lindner: Philosophie des Geistes und der Kognition Metzler, Berlin 2021, ISBN 978-3-476-04566-9.

Herausgeberschaft
- mit Albert Newen (Hrsg.): Den eigenen Geist kennen. Selbstwissen, privilegierter Zugang und Autorität der ersten Person. Mentis, Paderborn 2005, ISBN 3-89785-437-6.
- mit Carsten Held, Markus Knauff (Hrsg.): Mental models and the mind. Current developments in cognitive psychology, neuroscience, and philosophy of mind. 1. Auflage. Elsevier, Amsterdam, Boston 2006, ISBN 978-0-08-045901-1.
- mit Bernd J. Hartmann, Daniel Siemens (Hrsg.): Biometrie. Sicherheit für den gläsernen Menschen?. Schöningh, Paderborn 2012, ISBN 978-3-506-77619-8.

Weiteres
- Was können wir messen? Zur Identifizierung von Personen. In: Bernd J. Hartmann (Hrsg.): Biometrie. Schöningh, Paderborn 2012, ISBN 978-3-506-77619-8, S. 79–100.
- (Mitautor): Christian Krijnen, Thomas Bonk, Dietmar H. Heidemann (Hrsg.): Lexikon der Erkenntnistheorie. WBG, Darmstadt 2013, ISBN 978-3-534-20413-7.
- Autorenschaft von Gedanken. In: XXIII. Kongress der Deutschen Gesellschaft für Philosophie. Universitäts- und Landesbibliothek Münster, Münster 2014, DNB 1138279706 (online).